# Joseph Konrad von Bangold

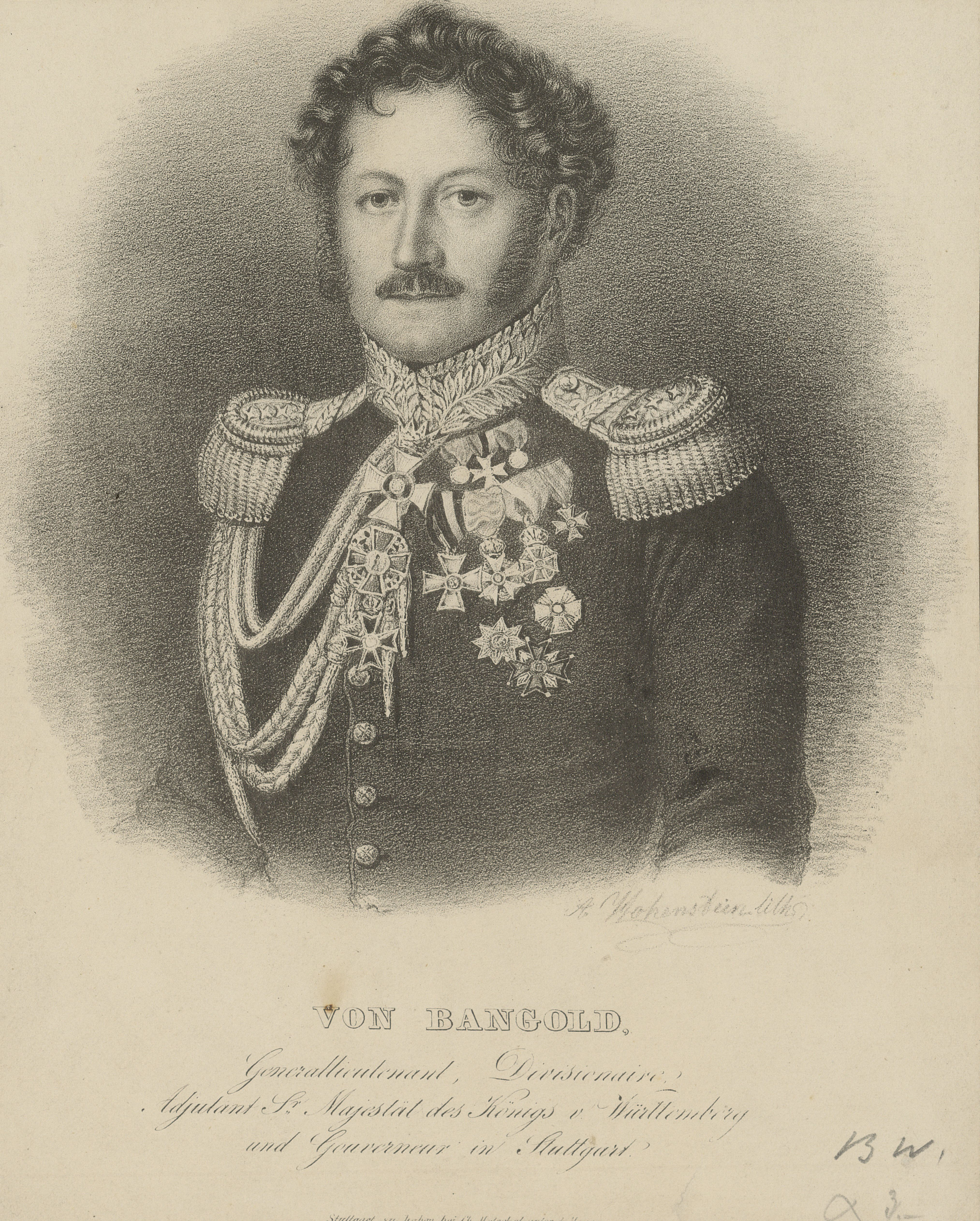
Joseph Konrad von Bangold

Joseph Konrad von Bangold (* 26. November 1780 in Spalt, Franken; † 27. März 1851 in Cannstatt) war ein württembergischer Generalleutnant. 

## Leben
Joseph Konrad von Bangold studierte zunächst an der Friedrich-Alexander-Universität Erlangen, wo er sich 1798 dem Corps Onoldia anschloss. Er wechselte an die Universität Landshut und hörte Philosophie. Anschließend studierte er am Josephinum (Wien), wo er zum Dr. med. promoviert wurde.
Am 30. April 1803 trat er als Unterleutnant in der Garnison Stuttgart in die Württembergische Armee. Am 5. November 1806 wurde er zum Leutnant befördert und 1808 zum Generalquartiermeisterstab versetzt. Nach seiner Beförderung zum Oberleutnant am 6. Januar 1809 war er Adjutant beim Armeekorps von Herzog Wilhelm I. im Feldzug von 1809 gegen Österreich. Am 23. Mai 1809 wurde er zum Hauptmann II. Klasse, am 1. Januar 1812 zum Hauptmann I. Klasse und am 17. September 1812 zum Major befördert. Im Russlandfeldzug 1812 Napoleons war er 1813 Chef des Generalstabs der württembergischen Truppen, als diese während der Völkerschlacht bei Leipzig auf die Seite der Allianz wechselten. Am 17. November 1813 wurde Bangold zum Oberstleutnant und nach der Schlacht von Brienne am 8. Februar 1814 zum Oberst befördert.
1821 wurde Bangold Adjutant des württembergischen Königs und Leiter der Geheimen Kriegskanzlei. Nach seiner Beförderung zum Generalmajor am 26. September 1822 befehligte er die 3. Infanterie-Brigade. 1828 wurde er Gouverneur von Heilbronn, 1830 Generalquartiermeister und 1838 nach Beförderung zum Generalleutnant Kommandeur der 1. Infanterie-Division und Gouverneur von Stuttgart. 1842 wurde er pensioniert.
Politisch trat er durch zahlreiche Denkschriften in Verteidigungsfragen hervor, die sich heute im Hauptstaatsarchiv Stuttgart befinden. Darüber hinaus verfasste er nach seiner Pensionierung freireligiöse Schriften.

## Schriften
- Konzept eines Kriegstagebuchs des württembergischen Kontingents im preußisch-russischen Krieg für die Zeit vom 15. April bis 3. Mai 1813
- Schilderung über die Schlacht bei Bautzen am 20. und 21. Mai 1813, insbesondere über die Stellungen und Bewegungen der württembergischen Truppen
- Denkschrift über Ideen über die Befestigung von Süddeutschland, 1814
- Denkschrift Über die Sicherung der westlichen Grenze des südlichen Deutschlands durch Festungen und über Bundesfestungen im Allgemeinen, ohne Datum, nach 1815
- Aufsatz über Ideen zu einer Kriegsverfassung für Württemberg, 1816
- Denkschrift über Aufgaben und Stand des Generalquartiermeisterstabs, 1817
- Aufsatz über Vorteile einer Gliederung der Infanterie in einzelne selbständige Bataillone bzw. in Regimenter zu 2 Bataillonen, 1817
- Konzept zu Widerlegung der Denkschrift des preußischen Generals von Wolzogen über die Einteilung der zu kombinierenden Armeekorps des Deutschen Bundes, 1818
- Denkschriften und Vorschläge über das Schützeninstitut, die Errichtung des Schützenkorps und von Strafklassen, der Versorgung der Regimenter mit Hornisten, das Karree sowie Projekt einer Frontveränderung, um 1825
- Denkschrift über Die Anstalt der Regiments-Offizierszöglinge und über die Offiziersbildungsanstalt, 1829
- Entwurf neuer Statuten für die Offiziersbildungsanstalt, um 1830
- Aufsatz über Die politische Situation in Deutschland und die politischen Interessen Württembergs, um 1830
- Denkschrift über Der Oberfeldherr des Deutschen Bundes, Stärke der Bundeskontingente Österreichs und der süddeutschen Staaten, Stärke der Besatzungen der Bundesfestungen, 1831
- Briefe an Marie Gräfin von Taubenheim von seiner Reise nach Schottland und Irland, 1841
- Die evident und nothwendig wahre Religion, nämlich die Religion der Gotteinigkeit des Menschen oder der Uebereinstimmung des menschlichen Willens mit dem göttlichen. Winterthur 1846.
- Denkschrift über die Mediatisierung Badens und der Fürstentümer Hohenzollern-Sigmaringen und Hohenzollern-Hechingen auf Württemberg, 1848

## Auszeichnungen

### Württemberg
- 1807, Militärverdienstorden
- 1814, Goldenes Ehrenzeichen für die Schlacht von Brienne
- 1815, Goldenes Ehrenzeichen für die Schlacht bei Paris
- 1815, Goldenes Ehrenzeichen für den Feldzug in 1815
- 1818, Kommandeur II. Klasse des Militärverdienstordens, verbunden mit einer jährlichen Zahlung von 300 Gulden
- 1830, Ritter des Friedrichs-Ordens
- Goldenes Dienst-Ehrenzeichen für Offiziere

### Frankreich
- 1809, Offizier der französischen Ehrenlegion

### Baden
- 1832, Großkreuz des Ordens vom Zähringer Löwen

### Hessen
- Kommandeur II. Klasse des Ludwigsordens

### Österreich
- Ritter des Österreichisch-kaiserlichen Leopold-Ordens

### Russland
- Ritter II. Klasse des Ordens der Heiligen Anna
- Ritter IV. Klasse des Ordens des Heiligen Georg